# Hardball (serie televisiva 1989)
Hardball  è una serie televisiva statunitense in 18 episodi trasmessi per la prima volta nel corso di una sola stagione dal 1989 al 1990.

## Trama
Al quarantacinquenne poliziotto veterano Charlie Battles viene assegnato come partner Joe "Kaz" Kaczierowski, venticinquenne che segue regole tutte sue quando si tratta di catturare criminali. I due si trovano spesso in disaccordo sui loro rispettivi metodi di applicazione della legge.

## Personaggi e interpreti
- Charlie Battles (18 episodi, 1989-1990), interpretato da John Ashton.
- Joe 'Kaz' Kaczierowski (18 episodi, 1989-1990), interpretato da Richard Tyson.
- Pappas (10 episodi, 1989-1990), interpretato da John Pappas.
- Ballantine (3 episodi, 1989-1990), interpretato da Barney McFadden.
- Al Martoni (2 episodi, 1989-1990), interpretato da Michael Delano.
- Capitano Briggs (2 episodi, 1990), interpretato da Sean McCann.

## Produzione
La serie, ideata da Robert Palm, fu prodotta da Columbia Pictures Television e National Broadcasting Company; tra i produttori esecutivi sono accreditati John Ashley e Frank Lupo. Le musiche furono composte da Sylvester Levay. Il tema musicale Roll It Over fu scritto da Sylvester Levay e Eddie Money.

### Registi
Tra i registi sono accreditati:
- Rob Bowman in 2 episodi (1989-1990)
- Francis Delia
- David Hemmings
- Bruce Kessler
- Larry Shaw
- Virgil W. Vogel

### Sceneggiatori
Tra gli sceneggiatori sono accreditati:
- Paul Bernbaum in 2 episodi (1989-1990)
- Frank Lupo in 2 episodi (1989-1990)
- Robert Palm
- Burt Pearl

## Distribuzione
La serie fu trasmessa negli Stati Uniti dal 21 settembre 1989 al 29 giugno 1990 sulla rete televisiva NBC. In Italia è stata trasmessa su Italia 1 con il titolo Hardball.
Alcune delle uscite internazionali sono state:
- negli Stati Uniti il 21 settembre 1989 (Hardball)
- in Francia il 1º luglio 1990 (Duo d'enfer)
- nel Regno Unito il 10 gennaio 1991
- in Italia (Hardball)

## Episodi
| Stagione       | Episodi | Prima TV USA |
| -------------- | ------- | ------------ |
| Prima stagione | 18      | 1989-1990    |